# Saison 1990-1991 de la LIH
Saison précédente Saison suivante
La Saison 1990-1991 est la quarante-sixième saison de la ligue internationale de hockey.
Les Rivermen de Peoria remportent la Coupe Turner en battant les Komets de Fort Wayne en série éliminatoire.

## Saison régulière
Deux équipes s'ajoute à la ligue avant le début de la saison, soit les Gulls de San Diego et les Blades de Kansas City. Ces deux équipes rejoignant la division Ouest, le Ice d'Indianapolis se voit passer alors à la division Est.
L'édition originale des Komets de Fort Wayne éprouvant des difficultés financières, relocalise leur concession durant l'été et deviennent les Choppers d'Albany mais l'équipe cesse ses activités avant la fin de la saison. Les Spirits de Flint en profitent alors pour transférer l'équipe à Fort Wayne et reprennent ainsi le nom de la défunte équipe, les Komets. 

### Classement de la saison régulière
Pour les significations des abréviations, voir Statistiques du hockey sur glace.
| Équipe                  | PJ | V  | D  | N | DP | PTS | Bp  | Bc  |
| ----------------------- | -- | -- | -- | - | -- | --- | --- | --- |
| Wings de Kalamazoo      | 82 | 52 | 29 | 0 | 1  | 105 | 354 | 302 |
| Ice d'Indianapolis      | 82 | 48 | 29 | 0 | 5  | 101 | 342 | 264 |
| Komets de Fort Wayne    | 83 | 43 | 35 | 0 | 5  | 91  | 369 | 335 |
| Lumberjacks de Muskegon | 83 | 38 | 40 | 0 | 5  | 81  | 305 | 352 |
| Choppers d'Albany       | 55 | 22 | 30 | 0 | 3  | 47  | 191 | 232 |

| Équipe                     | PJ | V  | D  | N | DP | PTS | Bp  | Bc  |
| -------------------------- | -- | -- | -- | - | -- | --- | --- | --- |
| Rivermen de Peoria         | 82 | 58 | 19 | 0 | 5  | 121 | 405 | 261 |
| Golden Eagles de Salt Lake | 83 | 50 | 28 | 0 | 5  | 105 | 353 | 296 |
| Roadrunners de Phoenix     | 83 | 38 | 36 | 0 | 9  | 85  | 326 | 343 |
| Admirals de Milwaukee      | 82 | 36 | 43 | 0 | 3  | 75  | 275 | 316 |
| Gulls de San Diego         | 83 | 30 | 45 | 0 | 8  | 68  | 273 | 362 |
| Blades de Kansas City      | 82 | 25 | 53 | 0 | 4  | 65  | 255 | 385 |

### Meilleurs pointeurs
Nota : PJ = Parties Jouées, B  = Buts, A = Aides, Pts = Points
| Joueur         | Équipe       | PJ | B  | A  | Pts |
| -------------- | ------------ | -- | -- | -- | --- |
| Lonnie Loach   | Fort Wayne   | 81 | 55 | 76 | 131 |
| Bruce Boudreau | Fort Wayne   | 81 | 40 | 80 | 120 |
| David Bruce    | Peoria       | 60 | 64 | 52 | 116 |
| Nelson Emerson | Peoria       | 73 | 36 | 79 | 115 |
| Dave Tomlinson | Peoria       | 80 | 53 | 54 | 107 |
| Michel Mongeau | Peoria       | 73 | 41 | 65 | 106 |
| Dave Michayluk | Muskegon     | 83 | 40 | 62 | 102 |
| Sean Williams  | Indianapolis | 82 | 46 | 52 | 98  |
| Rich Chernomaz | Salt Lake    | 81 | 39 | 58 | 97  |
| Brian Noonan   | Indianapolis | 59 | 38 | 53 | 91  |

## Séries éliminatoires
|  | Quarts de finale           | Quarts de finale       |                    |   | Demi-finales | Demi-finales |  |  | Finale | Finale |
|  | Quarts de finale           | Quarts de finale       |                    |   | Demi-finales | Demi-finales |  |  | Finale | Finale |
|  |                            |                        |                    |   |              |              |  |  |        |        |
|  |                            |                        |                    |   |              |              |  |  |        |        |
|  |                            |                        |                    |   |              |              |  |  |        |        |
|  | Rivermen de Peoria         | 4                      |                    |   |              |              |  |  |        |        |
|  | Rivermen de Peoria         | 4                      |                    |   |              |              |  |  |        |        |
|  | Admirals de Milwaukee      | 2                      |                    |   |              |              |  |  |        |        |
|  | Admirals de Milwaukee      | 2                      | Rivermen de Peoria | 4 |              |              |  |  |        |        |
|  |                            |                        | Rivermen de Peoria | 4 |              |              |  |  |        |        |
|  |                            | Roadrunners de Phoenix | 3                  |   |              |              |  |  |        |        |
|  | Roadrunners de Phoenix     | Roadrunners de Phoenix | 3                  | 4 |              |              |  |  |        |        |
|  | Roadrunners de Phoenix     |                        |                    | 4 |              |              |  |  |        |        |
|  | Golden Eagles de Salt Lake | 0                      |                    |   |              |              |  |  |        |        |
|  | Golden Eagles de Salt Lake | 0                      | Rivermen de Peoria | 4 |              |              |  |  |        |        |
|  |                            |                        | Rivermen de Peoria | 4 |              |              |  |  |        |        |
|  |                            | Komets de Fort Wayne   | 2                  |   |              |              |  |  |        |        |
|  | Wings de Kalamazoo         | Komets de Fort Wayne   | 2                  | 4 |              |              |  |  |        |        |
|  | Wings de Kalamazoo         |                        |                    | 4 |              |              |  |  |        |        |
|  | Lumberjacks de Muskegon    | 1                      |                    |   |              |              |  |  |        |        |
|  | Lumberjacks de Muskegon    | 1                      | Wings de Kalamazoo | 2 |              |              |  |  |        |        |
|  |                            |                        | Wings de Kalamazoo | 2 |              |              |  |  |        |        |
|  |                            | Komets de Fort Wayne   | 4                  |   |              |              |  |  |        |        |
|  | Komets de Fort Wayne       | Komets de Fort Wayne   | 4                  | 4 |              |              |  |  |        |        |
|  | Komets de Fort Wayne       |                        |                    | 4 |              |              |  |  |        |        |
|  | Ice d'Indianapolis         | 3                      |                    |   |              |              |  |  |        |        |
|  | Ice d'Indianapolis         | 3                      |                    |   |              |              |  |  |        |        |

### Finale
| Date   | Visiteur   | Pointage | Receveur   |
| ------ | ---------- | -------- | ---------- |
| 10 mai | Fort Wayne | 1-7      | Peoria     |
| 11 mai | Fort Wayne | 2-5      | Peoria     |
| 15 mai | Peoria     | 5-4 (P)  | Fort Wayne |
| 17 mai | Peoria     | 2-5      | Fort Wayne |
| 18 mai | Fort Wayne | 4-3      | Peoria     |
| 20 mai | Peoria     | 3-1      | Fort Wayne |

Les Rivermen de Peoria remportent la série 4 à 2.

## Trophées remis
- Collectifs :
- Coupe Turner (champion des séries éliminatoires) : Rivermen de Peoria.
  - Trophée Fred-A.-Huber (champion de la saison régulière) : Rivermen de Peoria.
- Individuels :
  - Trophée du commissaire (meilleur entraîneur) : Bob Plager, Rivermen de Peoria.
  - Trophée Leo-P.-Lamoureux (meilleur pointeur) : Lonnie Loach, Komets de Fort Wayne.
  - Trophée James-Gatschene (MVP) : David Bruce, Rivermen de Peoria.
  - Trophée N.-R.-« Bud »-Poile (meilleur joueur des séries) : Michel Mongeau, Rivermen de Peoria.
  - Trophée Garry-F.-Longman (meilleur joueur recrue) : Nelson Emerson, Rivermen de Peoria.
  - Trophée Ken-McKenzie (meilleur recrue américaine) : C.J. Young, Golden Eagles de Salt Lake.
  - Trophée des gouverneurs (meilleur défenseur) : Brian McKee, Komets de Fort Wayne.
  - Trophée James-Norris (gardien avec la plus faible moyenne de buts alloués) : Pat Jablonski et Guy Hebert, Rivermen de Peoria.
  - Ironman Award (durabilité/longévité) : Jim Johannson, Ice d'Indianapolis.